# Bill Spear

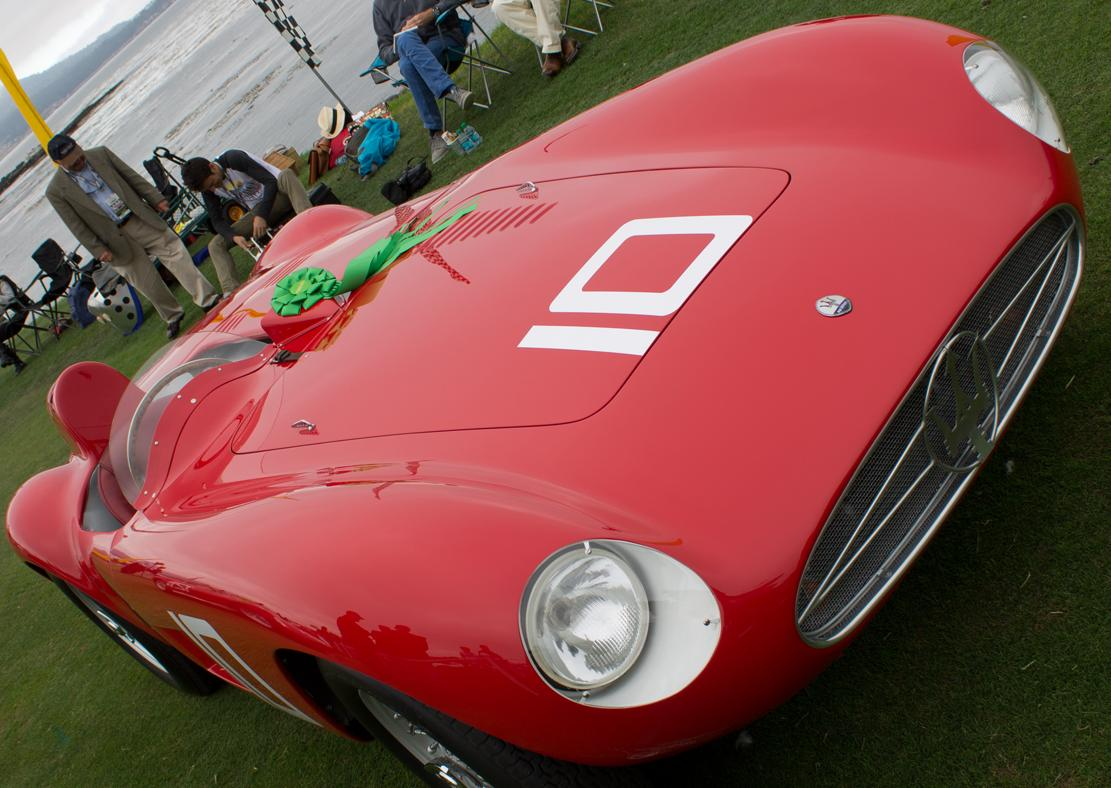
Der Maserati 300S Fantuzzi Spyder mit dem Sherwood Johnston und Bill Spear den dritten Rang beim 12-Stunden-Rennen von Sebring 1955 erreichten

William Charles „Bill“ Spear (* 27. Juni 1916 in Manchester; † 27. August 1979 in West Palm Beach) war ein US-amerikanischer Autorennfahrer.

## Karriere
Der eng mit Briggs Cunningham befreundete Spear war in den 1950er-Jahren als Sportwagen-Rennfahrer aktiv. Durch seine Beziehung zu Cunningham bestritt er die meisten Rennen für dessen Rennteam. Sein größter Erfolg war der Gewinn der Meisterschaft in der SCCA-Sportwagen-Meisterschaft 1953. 
Fünfmal war er beim 24-Stunden-Rennen von Le Mans am Start, wo er 1954 gemeinsam mit Sherwood Johnston auf einem Cunningham C4-R Dritter in der Gesamtwertung wurde. Zwei Jahre davor hatte er das Rennen als Vierter beendet. Einen weiteren dritten Endrang fuhr er beim 12-Stunden-Rennen von Sebring 1955 ein.

## Statistik

### Le-Mans-Ergebnisse
| Jahr | Team              | Fahrzeug                      | Teamkollege       | Platzierung            | Ausfallgrund     |
| ---- | ----------------- | ----------------------------- | ----------------- | ---------------------- | ---------------- |
| 1951 | Bill Spear        | Ferrari 340 America Barchetta | Johnny Claes      | Ausfall                | Kupplungsschaden |
| 1952 | Briggs Cunningham | Cunningham C4-R               | Briggs Cunningham | Rang 4 und Klassensieg |                  |
| 1953 | Briggs Cunningham | Cunningham C4-R               | Briggs Cunningham | Rang 7                 |                  |
| 1954 | Briggs Cunningham | Cunningham C4-R               | Sherwood Johnston | Rang 3                 |                  |
| 1955 | Briggs Cunningham | Jaguar D-Type                 | Phil Walters      | Ausfall                | Zündungsschaden  |

### Sebring-Ergebnisse
| Jahr | Team                 | Fahrzeug            | Teamkollege       | Platzierung | Ausfallgrund    |
| ---- | -------------------- | ------------------- | ----------------- | ----------- | --------------- |
| 1952 | William Spear        | Ferrari 340 America | Briggs Cunningham | Ausfall     | Aufhängung      |
| 1953 | William Spear        | Ferrari 225S        | Phil Hill         | Ausfall     | Differential    |
| 1954 | William Spear        | Ferrari 375MM       | Phil Hill         | Ausfall     | Schaden am Heck |
| 1955 | William Spear        | Maserati 300S       | Sherwood Johnston | Rang 3      |                 |
| 1956 | Jaguar New York Inc. | Jaguar D-Type       | Sherwood Johnston | Ausfall     | Ventilschaden   |

### Einzelergebnisse in der Sportwagen-Weltmeisterschaft
| Saison | Team                         | Rennwagen                     | 1   | 2   | 3   | 4   | 5   | 6   | 7   |
| ------ | ---------------------------- | ----------------------------- | --- | --- | --- | --- | --- | --- | --- |
| 1953   | Bill Spear Briggs Cunningham | Ferrari 225S Cunningham C4-R  | SEB | MIM | LEM | SPA | NÜR | RTT | CAP |
| 1953   | Bill Spear Briggs Cunningham | Ferrari 225S Cunningham C4-R  | DNF |     | 7   |     |     |     |     |
| 1954   | Bill Spear Briggs Cunningham | Ferrari 375MM Cunningham C4-R | BUA | SEB | MIM | LEM | RTT | CAP |     |
| 1954   | Bill Spear Briggs Cunningham | Ferrari 375MM Cunningham C4-R |     | DNF |     | 3   |     |     |     |
| 1955   | Bill Spear Briggs Cunningham | Maserati 300S Jaguar D-Type   | BUA | SEB | MIM | LEM | RTT | TAR |     |
| 1955   | Bill Spear Briggs Cunningham | Maserati 300S Jaguar D-Type   |     | 3   |     | DNF |     |     |     |
| 1956   | Jaguar New York Inc.         | Jaguar D-Type                 | BUA | SEB | MIM | NÜR | KRI |     |     |
| 1956   | Jaguar New York Inc.         | Jaguar D-Type                 | DNF |     |     |     |     |     |     |